# Les Droites
Les Droites é um montanha do Maciço do Monte Branco, em França, no departamento Ródano-Alpes.
Exatamente com 4001 m de altitude, é o último cume dos Alpes a figurar nos cumes dos Alpes com mais de 4000 m, e a face Norte e o esporão dessa mesma vertente fazem que seja citado nos n.º 82 e 92 das 100 mais belas corridas de montanha.

## Toponímia
A origem do nome (onde droite significa direito, bom, exato) parece originar-se no facto de parecerem estar no local certo quando se as vê do glaciar do Mar de Gelo.

## Ascensões
Situadas entre a Aiguille Verte e Les Courtes, possuem dois cumee teve algumas data importantes:
- 1878 - a Primeira teve lugar no cume Oeste em 18 de julho de 1864, por W.A.B. Coolidge com Christian Almer e Ulrich Almer
- 1876 - o cume Este, que é o ponto culminante com os seus 4001 m, a 7 de Ago. por Thomas Middlemore, John Oakley Maund, Henri Cordier com Johann Jaun e Andreas Maurer
- 1904 - primeira travessia oeste-este em 17 de agosto por Hans Pfann e Ludwig Distel

## Face Norte
A face norte com a sua parede de 1000 m vale-lhe constar nos n.º 82 e 92 das 100 mais belas corridas de montanha, o que demonstra o interesse que tal montanha suscita. A vertente norte pode ser alcançada a partir de Argentière, a norte de Chamonix-Mont-Blanc, apanhando o teleférico des Grand Montets para se chegar ao Refúgio de Argentière que fica a 2760 m de altitude.
Para a face sul, a partir de Chamonix apanha-se o caminho de ferro do Montenvers, até ao Mar de Gelo e continua-se por ele até ao Refúgio do Couvercle que fica a 2687 m e a 4-5 horas do cume.

## Imagens
Face norte e nordeste com os itinerários

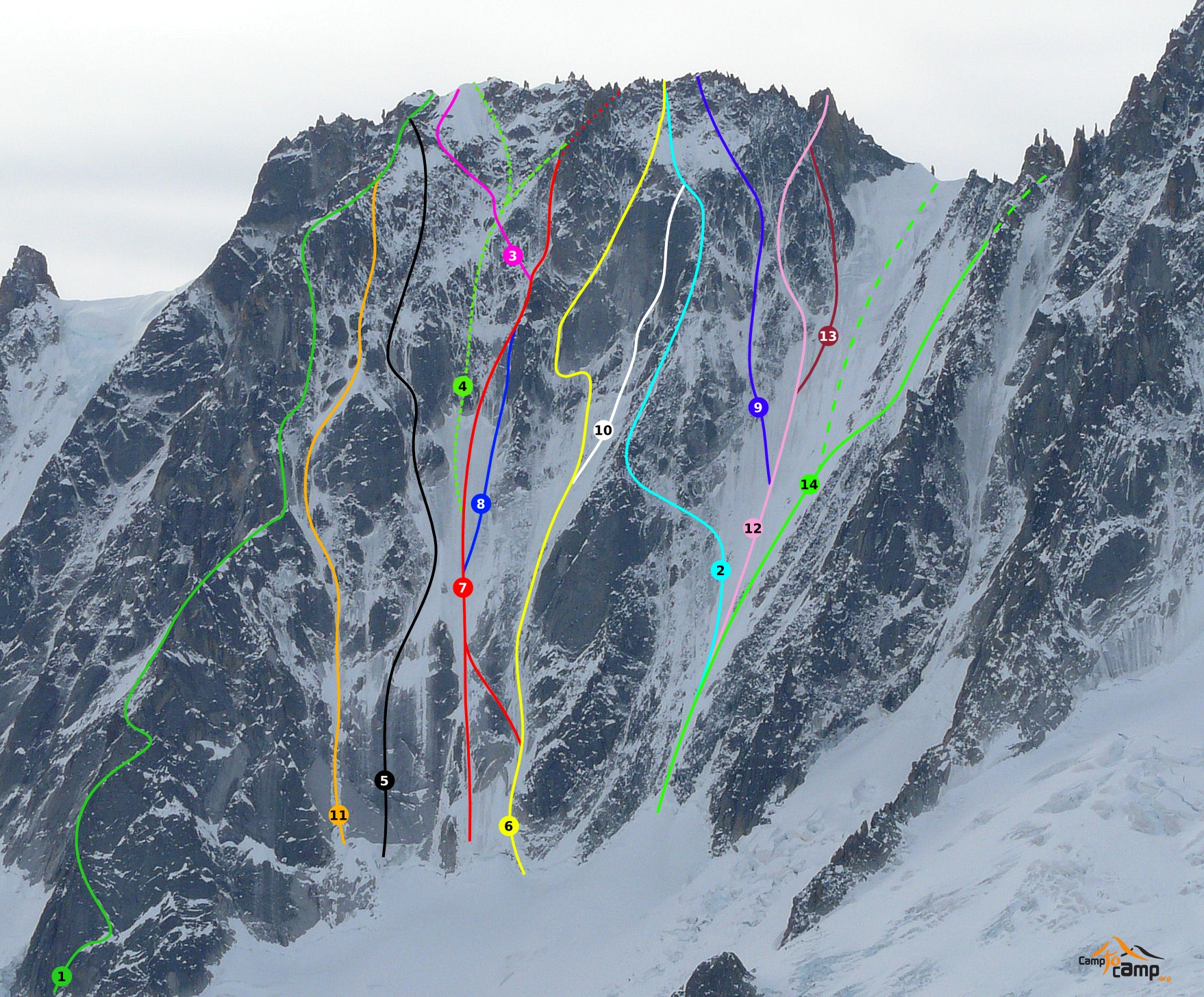
Face norte
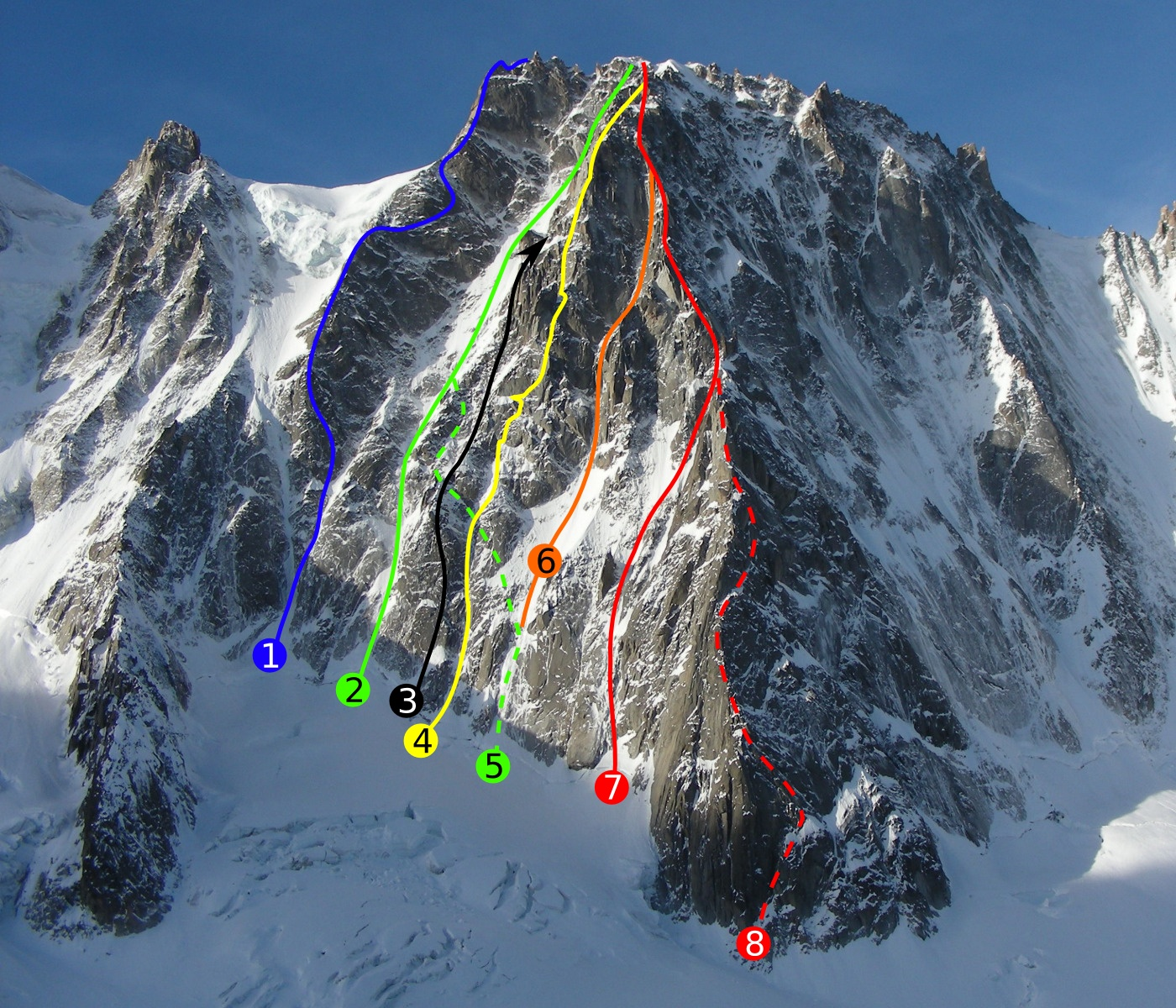
Face nordeste